# Liste der Monuments historiques in Belvès-de-Castillon
Die Liste der Monuments historiques in Belvès-de-Castillon führt die Monuments historiques in der französischen Gemeinde Belvès-de-Castillon auf.

## Liste der Bauwerke
| Bezeichnung       | Beschreibung                  | Standort | Kennzeichnung | Schutzstatus | Datum | Bild           |
| ----------------- | ----------------------------- | -------- | ------------- | ------------ | ----- | -------------- |
| Schloss Castegens | Erbaut ab dem 14. Jahrhundert | (Lage)   | PA33000002    | Inscrit      | 1996  | weitere Bilder |

## Liste der Objekte
| Bezeichnung | Beschreibung           | Standort                        | Kennzeichnung | Schutzstatus | Datum | Bild |
| ----------- | ---------------------- | ------------------------------- | ------------- | ------------ | ----- | ---- |
| Kapitell    | Stein, Hochmittelalter | in der Kirche Notre-Dame (Lage) | PM33000083    | Classé       | 1974  |      |